# واتینیی
واتینیی (به فرانسوی: Watigny) یک کمون در فرانسه است که در ان واقع شده‌است. واتینیی ۲۱٫۱۲ کیلومتر مربع مساحت و ۳۷۲ نفر جمعیت دارد و ۲۸۵ متر بالاتر از سطح دریا واقع شده‌است.